# Кристофер-Крік (Аризона)
Кристофер-Крік (англ. Christopher Creek) — переписна місцевість (CDP) в США, в окрузі Гіла штату Аризона. Населення — 121 особа (2020).

## Географія
Кристофер-Крік розташований за координатами 34°19′14″ пн. ш. 111°0′26″ зх. д. / 34.32056° пн. ш. 111.00722° зх. д. (34.320666, -111.007141).  За даними Бюро перепису населення США в 2010 році переписна місцевість мала площу 7,86 км², уся площа — суходіл.

## Демографія
Згідно з переписом 2010 року, у переписній місцевості мешкало 156 осіб у 91 домогосподарстві у складі 43 родин. Густота населення становила 20 осіб/км².  Було 388 помешкань (49/км²).
Расовий склад населення:
| - 98,7 % — білих - 0,6 % — азіатів |

До двох чи більше рас належало 0,6 %. Частка іспаномовних становила 5,8 % від усіх жителів.
За віковим діапазоном населення розподілялося таким чином: 5,8 % — особи молодші 18 років, 59,6 % — особи у віці 18—64 років, 34,6 % — особи у віці 65 років та старші. Медіана віку мешканця становила 59,8 року. На 100 осіб жіночої статі у переписній місцевості припадало 88,0 чоловіків;  на 100 жінок у віці від 18 років та старших — 93,4 чоловіків також старших 18 років.
Цивільне працевлаштоване населення становило 5 осіб. Основні галузі зайнятості: мистецтво, розваги та відпочинок — 100,0 %.